# Sídhe

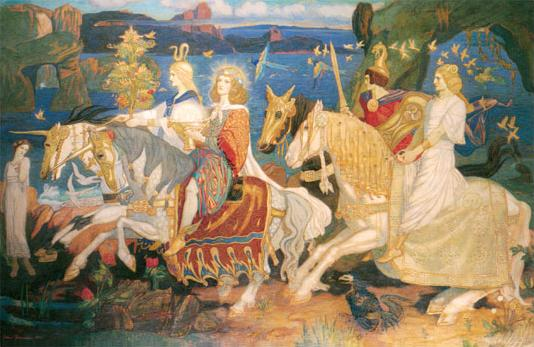
Riders of the Sidhe, John Duncan, 1911

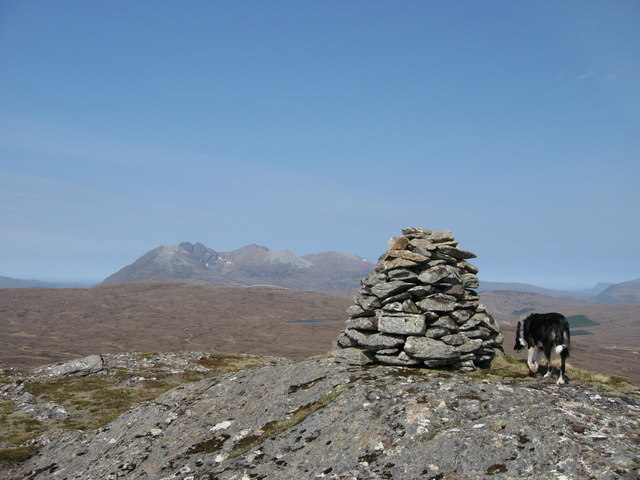
Summit Cairn of Meall an t-Sidhe

Daoine sídhe, meervoud van duine sidhe (uitspraak dinje sjie:je) is de Ierse naam van wezens uit de Ierse mythologie die in vertaling vaak feeën, elfen of goden genoemd worden. Ze zouden afkomstig zijn uit een bovennatuurlijke wereld die onder andere te bereiken zou zijn via de zogenaamde elfenheuvels, sprookjesheuvels,
dolmen of toverterpen (Oudiers: síd).
Volgens Lebor Gabála Érenn zouden zij afstammelingen zijn van de Túatha Dé Danann. Zij leefden in Tír na nÓg (land van de jongelingen) of Tír na mBan (land van de vrouwen). De dood was geen vereiste om toegang tot deze andere wereld te krijgen.
De sídhe worden over het algemeen beschreven als mooi en goed gekleed en hebben vaak bepaalde bovennatuurlijke talenten. Dieren van de sídhe zijn in de literatuur meestal te herkennen aan hun witte huid en rode oren.
Hun aanwezigheid werd nog enkel gemarkeerd door de grafheuvels (tumulus of cairn) die in folklore en gebruiken nog herkenbaar zijn op het platteland van Ierland.